# AKB48殺人事件
『AKB48殺人事件』（エーケービーフォーティーエイトさつじんじけん）は、原案：秋元康・原作：青山剛昌・作画 ：梧桐柾木・企画：瓜生昭成(小学館)による日本の漫画作品。

## 概要
江崎グリコ『アイスの実』の テレビCMや WEBサイトとのタイアップ作品となっており、読者が真犯人を推理することが出来る。小学館『週刊少年サンデー』において2012年31号（7月4日発売）より9回にわたり連載。単行本は全1巻。
なお、この作品に登場するAKB48のメンバーは、13期までの研究生を含め2012年5月末の時点で在籍している者全員（SKE48との兼任である松井珠理奈、NMB48との兼任である渡辺美優紀、バーチャルアイドルである江口愛実を除く）である。そのため、指原莉乃のHKT48への移籍（2012年6月16日）や同年8月に実施されたセレクション審査による研究生の卒業などは反映されていない。そのため本記事中では5月末時点の所属チーム・肩書きを元に表記している。

## ストーリー
AKB48を8月に卒業する前田敦子が卒業後にやりたかった仕事、それは探偵だった。そんな前田とAKB48のメンバーは前田のAKB48最後の仕事となるロケ先の孤島で殺人事件に遭遇してしまう。容疑者は前田を除くAKB48全メンバー。探偵前田は謎を解き、真犯人を見つけ出すことはできるのか。

## 登場人物

### 1期メンバー
前田敦子
主人公。AKB48の絶対的エース。愛称「あっちゃん」。2012年8月にAKB48を卒業する前に、第二の人生としてなりたかった「探偵」につくことを決め、既に30年ローンで毛利探偵事務所風の事務所を購入、探偵事務所も開設している。
服装は茶色のインバネスコートにハンチング帽というシャーロック・ホームズスタイル、途中からは夏場で暑いということで渡辺から借りた半袖・ミニスカートバージョンに着替えている（CMやグラビアでは当初からこの服装）。決め台詞は「謎が解けるか、アイスが解けるか」。AKB48での最後の仕事として行った孤島でのPV撮影中に事件が発生し、探偵前田として最初の仕事に挑む。
死後硬直などといった探偵知識は全て『名探偵コナン』を読破して覚えた、いわば「ミステリ好き素人によるなりきり探偵」ではあるものの、鋭い洞察力から容疑者を絞るなど探偵としての地力は決して悪くない。「握手会」や「総選挙」など、AKB48ならではのやり方で徐々に容疑者を絞り込んでいく。
タバコを吸わないためパイプ型お菓子を食べていたり、撮影用の『アイスの実』を一人で勝手に全部食べようとするなど甘いものに目がなく、捜査中もお菓子を使って容疑者の絞り込みを行っている。
しかし、自分や事件以外のことには関心がなく、殺害された後輩の加藤について知らなかったり、自分のすぐそばで他のメンバーが喧嘩しているのに全く気付かないなどかなりのマイペースである。
事件に関してはスタッフとの打ち合わせで遅れていたため、アリバイが成立している。
事件解決後はAKB48を離れ正式に探偵として活動。依頼も多数入るなど順調な滑り出しであることがうかがえる。
高橋みなみ
チームAキャプテン。愛称「たかみな」。キャプテンとして他のメンバーをまとめるものの、古くからの付き合いである1期メンバーからは「背が低い」「リボンが本体」などとイジられている。前田の捜査には積極的に協力する。加藤・大島・渡辺と中心メンバーが消え、「AKB48も終わり」と珍しく落ち込んでしまう。
渡辺殺害時に浴びた返り血を流すためシャワーを浴びているところを犯人に襲われ絞殺されかけたところを前田達に発見され一命を取り留める。
事件解決後は前田宛にあてた手紙でAKB48の現状が報告されており、事件に対する過熱報道や、それに伴う大規模チームシャッフルなどを経て新生AKB48がスタートしたことをつづっている。
小嶋陽菜
チームAメンバー。愛称「はるにゃ」「にゃんにゃん」。あまり物事を考えない天然ボケである。事件発生後メンバーがパニックになる中、平常心を保つよう語るなど意外にも鉄の心臓を持つが、仲の良かった大島が殺害された後で気を失う。目覚めた後は2つの事件の第一発見者である指原を激しく問い詰め、正気を取り戻した後に号泣するなど激しい動揺を見せた。
渡辺の返り血を浴びたメンバーで唯一図書室に残り、捜査に協力した。
篠田麻里子
チームAメンバー。愛称「まりこ」。AKB48最年長者としてメンバーに気を配るなどお姉さん的一面をのぞかせる一方、ナチュラルなボケで高橋を戸惑わせたり、板野・小嶋とともに上履きを履くのに抵抗するなど1期生（実際は1.5期）でありながら率先して規則破りしようとするなどつかみどころのない存在である。当初は前田の「探偵ごっこ」に対しては否定的で、何度も捜査を打ち切って警察をすぐに呼ぶよう進言していたが、AKB48の中心核である大島殺害後はAKB48を立て直すため捜査に協力するようになる。
板野友美
チームKメンバー。愛称「ともちん」。捜査に積極的な他のメンバーとはある程度の距離を置いている、いわばアウトロー。自分を憧れの対象としていた加藤を殺害した犯人を躍起になって探す。
峯岸みなみ
チームKメンバー。愛称「みぃちゃん」。ボケ役が多い他のメンバーに対しやさしくツッコむ。落ち込む高橋に対し「ネガティブな『みなみ』は私だけでいい」と励ます。

### チームAメンバー
指原莉乃
愛称「さっしー」。軽率な行動が多く、別荘の広さにはしゃぎすぎてキャプテンの高橋から怒られたこともある。前田から「団体行動をとれ」と指示されていたにも関わらず単独行動もしており、加藤が殺害された第1の事件、大島が殺害された第2の事件のいずれも第一発見者となる。
多田愛佳
愛称「らぶたん」。渡辺率いる「真実を追い隊」の一員。図書室にいたメンバーで唯一渡辺の返り血を浴びていないため、図書室で捜査に協力していた。
仲谷明香
渡辺率いる「真実を追い隊」の一員。

### チームKメンバー
大島優子
愛称「ゆうこ」。事件発生後に空気を良くするために積極的に活動する。若干レズっ気があり、他のメンバーの胸をよく揉んでいる。特に小嶋とは非常に仲がよく、前田卒業後のAKBを共に盛り立てていこうと誓い合っていた。謎のメールで呼び出された所を気絶させられ、その後冷凍庫の中から凍死体となって発見される。
松井咲子
現役音大生であることを生かし、現場に残されていた携帯電話の着信音を調べるため、前田から解析を依頼されている。
秋元才加
チームKキャプテン。同じチームでDiVAメンバーの宮澤と共に行動している。
宮澤佐江
周りが加藤の殺害で騒然としている中、大島に胸を触られた。同じチームでDiVAメンバーの秋元と共に行動している。
田名部生来
渡辺率いる「真実を追い隊」の一員。Tシャツには「逃げちゃダメだ」と書かれている。

### チームBメンバー
渡辺麻友
愛称「まゆゆ」。仲のいいオタク仲間とともに「真実を追い隊」を結成し前田に協力する。柏木とは前田・大島のいなくなったAKB48の次代エースとしてお互いをライバル視する一方で仲が良く、柏木を「お母さん」と慕っている。
何故か合宿先にもコスプレ衣装を大量に持ち込んでおり、自身や前田が着用している。本編中では同じ『サンデー』連載作品である『神のみぞ知るセカイ』に登場する舞島学園高等部の制服を、第1話の扉絵では『探偵オペラ ミルキィホームズ』の主人公・シャロの衣装をそれぞれ着ていた。
ダイイングメッセージの解読に成功するが、図書室で皆の前で発表しようとしたときに停電が発生し、その間に刺殺される。
柏木由紀
チームBキャプテン。愛称「ゆきりん」。同期であり、ライバル兼チームメイトの渡辺とは仲が良い。渡辺が言うには「私にぞっこんのお母さん」。渡辺達の「真実を追い隊」へは他のメンバーが「事件を引っ掻き回す」と敬遠がちになる中、やさしく接している。
渡辺の死後も気丈に振る舞い、メンバーが次々といなくなっていくことで気落ちする高橋を励ます。

### チーム4メンバー
加藤玲奈
愛称「れなっち」。AKB48の中でも期待のホープとしてメンバーでも話題になっていた。全メンバーが別荘に集まった後、食堂の床に血を流して死んでいるのを発見される。
大場美奈
チーム4キャプテン。愛称「みなるん」。渡辺率いる「真実を追い隊」の一員。
島崎遥香
愛称「ぱるる」。渡辺率いる「真実を追い隊」の一員。
永尾まりや
渡辺率いる「真実を追い隊」の一員。

### 研究生
光宗薫
研究生の中でも有望株。スタッフが泊まる建物をつなぐ橋が落とされたことを伝える。

### その他
江戸川コナン
『名探偵コナン』の主人公。単行本の書き下ろしシーンに登場。理由は不明だが前田の携帯の番号を知っている。
なお、コナンの登場シーンのみ青山剛昌が作画を担当している。

## CM
『アイスの実』とのタイアップCMとして実際にメンバーが演じたCMも順を追って公開・放映される。なお、演じているメンバーも誰が犯人かは最後まで知らされない。全5回。
- 第1話（漫画版第1話 - 第3話）
  - エントランスで加藤の撲殺死体を発見。前田がメンバーを集めかっこよくセリフを言うも、容疑者の人数を間違え訂正してしまう。
- 第2話（漫画版第4話 - 第6話）
  - 食堂で大島の凍死体を発見。前田が死体を実況見分するが、興味は次第に大島の大きな胸に移ってしまう。
- 第3話（漫画版第7話）
  - 図書室でメンバーとともにダイイングメッセージの解読に挑戦中、渡辺がダイイングメッセージを解き明かした瞬間停電を発生、その間に刺殺される。しかし、残されたメッセージを元に暗号解読…と思いきやまだわかってなかった。
- 第4話（漫画版第8話）
  - 引き続き暗号の解読中。ふと漏らしたメンバーの言葉を基に、暗号の解読に成功。急いでターゲットの元へ急ぐが、逆の方向に行ってしまう。
- 第5話（漫画版第9話）
  - 犯人とターゲットの場所へ前田が到着し、その動機を語る…。WEB上で公開される240秒版CMでは暗号の詳細な解読方法も明かされる。

## あやしいね!ランキング
連載期間中に、アイスの実公式ページで受け付けた投票。探偵の前田敦子と被害者の加藤玲奈は対象外。途中で殺害された大島優子と渡辺麻友は殺害されるまでは対象だったが、殺された時点で対象外になった。全員の票数がわかるがランキングとしては48位までを発表。10位までは前田探偵の虫眼鏡に映し出されている。
| 順位 | 氏名               | 所属 | あやしいね! |
| ---- | ------------------ | ---- | ----------- |
| 1位  | 市川美織           | 4    | 30,199      |
| 2位  | 小嶋陽菜           | A    | 21,995      |
| 3位  | 指原莉乃           | A    | 18,884      |
| 4位  | 佐藤夏希           | B    | 12,370      |
| 5位  | 大場美奈           | 4    | 7,875       |
| 6位  | 増田有華           | B    | 7,840       |
| 7位  | 北澤早紀           | 研   | 6,283       |
| 8位  | 川栄李奈           | 4    | 6,257       |
| 8位  | 高橋朱里           | 4    | 6,257       |
| 10位 | 峯岸みなみ         | K    | 6,214       |
| 11位 | 板野友美           | K    | 6,004       |
| 12位 | 北原里英           | B    | 5,279       |
| 13位 | 秋元才加           | K    | 3,713       |
| 14位 | 高橋みなみ         | A    | 3,022       |
| 15位 | 篠田麻里子         | A    | 2,953       |
| 16位 | 松井咲子           | K    | 2,931       |
| 17位 | 片山陽加           | A    | 2,831       |
| 18位 | 野中美郷           | K    | 2,677       |
| 19位 | 柏木由紀           | B    | 2,488       |
| 20位 | 梅田彩佳           | K    | 2,350       |
| 21位 | 宮澤佐江           | K    | 2,224       |
| 22位 | 光宗薫             | 研   | 2,061       |
| 23位 | 渡辺麻友           | B    | 2,038       |
| 24位 | 平田梨奈           | 研   | 1,940       |
| 25位 | 松原夏海           | A    | 1,930       |
| 26位 | 岩田華怜           | 4    | 1,636       |
| 27位 | 大森美優           | 研   | 1,407       |
| 28位 | 島崎遥香           | 4    | 1,391       |
| 29位 | 島田晴香           | 4    | 1,361       |
| 30位 | 永尾まりや         | 4    | 1,237       |
| 31位 | 大島優子           | K    | 1,196       |
| 32位 | 横山由依           | K    | 1,072       |
| 33位 | 倉持明日香         | A    | 1,057       |
| 34位 | 河西智美           | B    | 1,011       |
| 35位 | 岩佐美咲           | A    | 996         |
| 36位 | 高城亜樹           | A    | 822         |
| 37位 | 竹内美宥           | 4    | 802         |
| 38位 | 多田愛佳           | A    | 788         |
| 39位 | 大家志津香         | A    | 690         |
| 40位 | 阿部マリア         | 4    | 627         |
| 41位 | 森川彩香           | 研   | 620         |
| 42位 | 宮崎美穂           | B    | 619         |
| 43位 | 入山杏奈           | 4    | 568         |
| 44位 | 田野優花           | 4    | 517         |
| 45位 | 佐藤亜美菜         | B    | 509         |
| 46位 | 伊豆田莉奈         | 研   | 480         |
| 47位 | 山内鈴蘭           | 4    | 431         |
| 48位 | 田名部生来         | K    | 412         |
| 49位 | 菊地あやか         | K    | 405         |
| 50位 | 近野莉菜           | B    | 397         |
| 51位 | 仲川遥香           | A    | 357         |
| 52位 | 藤江れいな         | K    | 307         |
| 53位 | 内田眞由美         | K    | 304         |
| 54位 | 前田亜美           | A    | 283         |
| 55位 | 小嶋菜月           | 研   | 262         |
| 56位 | 仲谷明香           | A    | 247         |
| 57位 | 佐々木優佳里       | 研   | 233         |
| 58位 | 仲俣汐里           | 4    | 226         |
| 59位 | 武藤十夢           | 研   | 224         |
| 60位 | 仁藤萌乃           | K    | 219         |
| 61位 | 小森美果           | B    | 208         |
| 62位 | 石田晴香           | B    | 198         |
| 63位 | 小林香菜           | B    | 177         |
| 64位 | 中田ちさと         | A    | 176         |
| 65位 | 藤田奈那           | 研   | 164         |
| 66位 | 鈴木まりや         | B    | 154         |
| 67位 | 佐藤すみれ         | B    | 140         |
| 68位 | 鈴木紫帆里         | B    | 120         |
| 69位 | 名取稚菜           | 研   | 111         |
| 70位 | 中村麻里子         | 4    | 110         |
| 71位 | 中塚智実           | K    | 94          |
| 72位 | 小林茉里奈         | 研   | 92          |
| 73位 | 大島涼花           | 研   | 90          |
| 74位 | サイード横田絵玲奈 | 研   | 80          |
| 75位 | 渡邊寧々           | 研   | 74          |
| 76位 | 梅田綾乃           | 研   | 65          |
| 77位 | 岡田彩花           | 研   | 63          |
| 78位 | 茂木忍             | 研   | 57          |
| 79位 | 森山さくら         | 研   | 47          |
| 80位 | 岩立沙穂           | 研   | 44          |
| 80位 | 北汐莉             | 研   | 44          |
| 82位 | 相笠萌             | 研   | 42          |
| 83位 | 雨宮舞夏           | 研   | 40          |
| 84位 | 篠崎彩奈           | 研   | 39          |
| 84位 | 髙島祐利奈         | 研   | 39          |
| 84位 | 長谷川晴奈         | 研   | 39          |
| 87位 | 村山彩希           | 研   | 38          |

## 単行本
小学館・少年サンデーコミックススペシャル、全1巻
- 2012年9月18日発売 ISBN 978-4-09-123863-4
  - 特別版 ISBN 978-4-09-159129-6